# プカン・ツトン
プカン・ツトン（Pekan Tutong）はブルネイの小都市であり、ツトン地区の行政庁所在地である。
この町の面積は4km2、ツトン地区行政庁議長は2007年7月現在、ハジ・ジャマイン・ビン・モミン（Haji Jamain bin Momin）である。

## 教育
ツトン地区の行政庁所在地であるため、初等教育から中等教育に至るさまざまな教育機関がこの町に集まる。高等教育（大学）に関しては地区外へ出る必要がある。
プカン・ツトンの中等学校一覧
- ムダ・ハシム中等学校（Muda Hashim Secondary School）
- スフリ・ボルキア中等学校（Sufri Bolkiah Secondary School）
- サイディナ・オスマン中等学校（Sayyidina Othman Secondary School）- 6年制併設